# Autoroute A 47
Die Autoroute A 47 (Abkürzung: A 47) ist eine französische Autobahn, die den Ballungsraum Lyon über Givors und Saint-Chamond mit Saint-Étienne verbindet. Sie ist auf ihrer gesamten Länge Teilstück der E 70. Ihre Gesamtlänge beträgt 29 km.

## Verlauf
Die Autoroute A 47 führt in südwestlicher Richtung von Givors bis nach Saint-Chamond, wo sie bei L'Ollagnière endet und in die N 88 übergeht, die bis Saint-Étienne autobahnähnlich ausgebaut ist. Sie ist von ihrem Beginn am Autobahnkreuz A 7/A 46 als Weiterführung der Lyoner Osttangente (Rocade Est) bis zum Autobahnende durchgehend gebührenfrei.

## Geschichte
- 1964: Eröffnung des Teilstücks Saint-Julien-en-Jarez - Rive-de-Gier-centre – 5. August
- 1969: Eröffnung des Teilstücks Givors-centre - Chasse-sur-Rhône (Pont sur le Rhône)
- 1970: Eröffnung des Teilstücks Rive-de-Gier-centre - Saint-Martin-de-Cornas
- 1971: Eröffnung des Teilstücks Saint-Martin-de-Cornas - Givors-centre
- 1983: Eröffnung des Teilstücks Chasse-sur-Rhône - Ternay
- 1991: Eröffnung des Teilstücks Saint-Chamond-ouest - La Bachasse

## Großstädte an der Autobahn
- Ballungsraum Lyon
- Givors
- Saint-Étienne